# یواس‌اس مانسن (دی‌دی-۷۹۸)
یواس‌اس مانسن (دی‌دی-۷۹۸) (به انگلیسی: USS Monssen (DD-798)) یک کشتی بود که طول آن ۱۱۴٫۷ متر (۳۷۶ فوت) بود. این کشتی در سال ۱۹۴۳ ساخته شد.